# Le Chaudron infernal
Le Chaudron infernal ("Den djävulska kitteln") är en fransk skräckfilm från 1903 i regi av Georges Méliès. Le Chaudron infernal, som är en stumfilm, utgavs i Storbritannien som The Infernal Cauldron och i USA som The Infernal Caldron and the Phantasmal Vapors. Filmen utgavs av Méliès filmproduktionsbolag Star Film Company och utgör nummer 499–500 i deras kataloger.